# Boussais
Boussais är en kommun i departementet Deux-Sèvres i regionen Nouvelle-Aquitaine i västra Frankrike. Kommunen ligger i kantonen Airvault som tillhör arrondissementet Parthenay. År 2022 hade Boussais 448 invånare.

## Befolkningsutveckling
Antalet invånare i kommunen Boussais
| Referens: INSEE |